# Беделян, Аро
Аро Беделян (англ. Haro Bedelian, арм. Հարո Բեդելյան; 6 марта 1943, Никоссия, Кипр) — британский инженер-строитель, доктор инженерии, приглашенный профессор Портсмутского университета, эксперт в области транспортного строительства. Принимал участие в строительствах тоннеля под Ла-Маншем, Spaghetti Junction, Оксфордской площади, трассы М25, нового аэропорта Гонконга.  
Член Королевской инженерной академии, Всемирной федерации инженерных организаций, почётный член Колледжа Святой Екатерины (Кембридж), вице-президент Института инженеров-строителей.  
Дважды награждён орденом Британской империи: в 1988 году за заслуги в области транспорта Великобритании, в 2017 году за заслуги в области международной торговли.  

## Биография
Харо Беделян родился в Никосии (Кипр) 6 марта 1943 года.
Беделян занимал должность генерального директора и директора в нескольких крупных строительных компаниях, среди которых Balfour Beatty, TML (подрядчик по строительству туннеля под Ла-Маншем) и Connect Roads Ltd.
В Портсмутском университете он был приглашенным профессором гражданского строительства и возглавлял Консультативный комитет по промышленности Школы гражданского строительства. Используя свой широкий опыт, он представил доклады по большому кругу тем, включая связанных с крупными проектами, в которых он принимал участие: Геологические проблемы M25; Уроки, которые следует извлечь из туннеля под Ла-Маншем; Развитие бизнеса в международном строительстве.
Беделян был вице-президентом Института инженеров-строителей и недавно завершил 16-летнюю работу в WFEO (Всемирной федерации инженерных организаций) в качестве представителя Великобритании.

### Тоннель под Ла-Маншем
Беделян является одним из разработчиков крупного проекта — железнодорожный тоннель длиной около 51 км, из которых 39 км проходят под проливом Ла-Манш, известного также как Евротоннель.